# Попович Євген Оксентович
Євге́н Оксентович Попо́вич (25 червня 1930, Межиріч, Канівський район, Шевченківська округа, нині — Черкаська область — 6 липня 2007, Київ) — український перекладач, філолог-германіст.

## Біографія
Народився 25 червня 1930 року в селі Межиріч Канівського району Черкаської області. Закінчив Канівське педагогічне училище (1951), Київський університет (1956). За фахом — філолог-германіст.
Працював журналістом (1956—1957), редактором та старшим редактором видавництва «Веселка» (1957—1967). З 1967 року — на перекладацькій роботі. Перекладав українською прозові твори німецькомовних письменників, німецькомовні твори Ольги Кобилянської.
Член Спілки письменників України з 1968 року. Лауреат літературної премії України імені Максима Рильського та премії імені Миколи Лукаша.

Могила Євгена Поповича на Байковому кладовищі у Києві

Дев'ять видатних романів ХХ століття Г. Белля, М. Вальзера, Г. Гессе, М. фон дер Грюна, Ф. Кафки, Е. М. Ремарка, Й. Рота, М. Фріша, Е. Юнгера, перекладені Євгеном Поповичем з німецької мови, було опубліковано у 1960—1977 роках на сторінках журналу «Всесвіт»
2006 року Попович передав свою бібліотеку до фондів НаУКМА.
В останні роки життя страждав на захворювання нирок, переніс декілька операцій. Помер на 78-му році життя 6 липня 2007 року. Похований разом з дружиною на Байковому кладовищі у Києві (ділянка № 49а).
Дружина Євгена Поповича — Ольга Сенюк, також перекладачка, — переклала зі шведської Сельму Лаґерлеф, Астрід Ліндґрен.

## Нагороди
- 1992 — Премія імені Максима Рильського.
- 1997 — Премія імені Миколи Лукаша.

## Переклади
- Мейєр Рей
  - Украдений ніс
- Генріх Белль
  - Дім без господаря
  - Біля мосту
  - Більярд о пів на дванадцяту
  - Груповий портрет з дамою (перша частина)
- Еріх Марія Ремарк
  - Чорний обеліск
  - Тріумфальна арка
- Франц Кафка
  - Кочегар
  - Новели
  - Америка
  - Перевтілення
  - Верхи на кадовбі
  - Вирок
  - Перед брамою закону
  - Імперське мислення
  - Процес
- Ернст Теодор Амадей Гофман
  - Музичні новели
  - Життєва філософія кота Мура
  - Володар бліх
  - Панна Скюдері
  - Лускунчик і Мишачий король
  - Чужа дитина
- Фрідріх Герштекер
  - На дикому Заході
- Стефан Цвейг
  - Коли вечоріє
- Готгольд Ефраїм Лессінг
  - Лаокоон
  - Мінна фон Барнгельм
  - Емілія Галотті
- Томас Манн
  - Будденброки
  - Трістан
  - Доктор Фаустус
- Герман Гессе
  - Гра в бісер
  - Степовий вовк
- Гюнтер Вайсенборн
  - Голос пана Гезенцера
- Макс фон дер Грюн
  - Маски
  - Місцями ожеледь
- Макс Фріш
  - Штіллер
  - Санта-Крус
- Йоганна Мосдорф
  - Поряд
- Йозеф Рот
  - Ціппер і його батько.
- Ольга Кобилянська
  - Слово зворушеного серця (Щоденники, автобіографії, листи, спогади)
- Йоганн Вольфганг фон Гете
  - Гец фон Берліхінген
  - Вибрані твори, чотири рядки вірша в передмові та редакція (Інститут Гете, 1999)
- Німецькі народні казки
- Бертольд Брехт
  - Поранений Сократ
- Мартін Вальзер
  - Філіпсбурзькі подружжя
- Брати Грімм
  - Шипшинка
- Кристин Нестлінгер
  - Конрад, або дитина з бляшанки
  - Летіть, хрущі
- Гайміто фон Додерер
  - Подвійна брехня
- Бенно Фелькнер
  - Долина гнівного потоку
- Людвіг Вітгенштайн
  - Tractatus Logico-Philosophicus
  - Філософські дослідження
- Ернст Юнгер
  - На Мармурових скелях
- Йоган Фіхте
  - Що таке народ у вищому розумінні цього слова
- Йоганн-Готфрід Гердер
  - Мова і національна індивідуальність[недоступне посилання з липня 2019]
- Фрідріх Дюрренматт
  - Гостина старої дами
- Маріус фон Маєнбург
  - Позначений вогнем
- Норберт Німанн
  - Хто як на це дивиться
- Генріх Гейне
  - Про французький театр
  - Із мемуарів пана фон Шнабелевопського

## Окремі публікації
- Це ім'я мене зачарувало — поліглот, та ще й блискучий перекладач // Всесвіт. — 2009. — № 3/4. — С. 198—203 (передруковано у кн. : Наш Лукаш : Спогади у 2-х книгах / Упоряд. Л. Череватенко. — Книга 1. — К.: Вид. дім «Києво-Могилянська академія», 2009. — С. 526—532).
- Казкова мандрівка від Заходу до Сходу (передмова до казок Вільгельма Гауфа)